# Ludovika
Ludovika (auch: Ludovica und Ludowika) ist ein weiblicher Vorname. 

## Herkunft und Bedeutung des Namens
- Althochdeutsch „hluth“ = berühmt, laut und „wig“ = Kampf, Krieg.
- Ludovika ist die weibliche Form von Ludovicus (Latinisierung von Ludwig).[1]

## Verbreitung
Der Name kommt in Deutschland seit 2012 hin und wieder in der Namensgebung vor. In den letzten 10 Jahren wurde er etwa 40 Mal vergeben. In Österreich wurde der Name seit 1984 nur ein Mal bei der Namenswahl berücksichtigt. In der Schweiz tragen fünf Personen den Namen (Stand 2023). Der Name wird in Slowenien von 28 Mädchen getragen (Stand 2024). Die Vergabe ist auch in Dänemark nachgewiesen.

## Bekannte Namensträgerinnen
- Elisabeth Ludovika von Bayern (1801–1873), Königin von Preußen
- Ludovika Wilhelmine von Bayern (1808–1892), bayerische Herzogin
- Paola-Ludovika Coriando (* 1969), eine europäische Philosophin
- Maria Ludovika Beatrix von Österreich-Este (1787–1816), österreichische Kaiserin
- Barbara Salesch (Barbara Ludovika Salesch; * 1950), eine deutsche Juristin
- Ludovica Freifrau von Stumm-Ramholz geborene von Rauch (1866–1945), Stifterin des Krankenhausgebäudes in Schlüchtern